# Energetska učinkovitost
Energetska učinkovitost oz. učinkovita raba energije je razmerje med vhodno energijo, ki jo vložimo v sistem, in izhodno energijo, ki jo dobimo kot koristen izdelek ali storitev. Čim višja je energetska učinkovitost, tem manj energije je potrebno za dosego istega rezultata.
Obstaja vrsta tehnologij, ki omogočajo učinkovito rabo energije. Pri ogrevanju stavb je značilen ukrep toplotna izolacija, ki močno zmanjša potrebe po toploti. Učinkovita raba energije je lahko tudi menjava ogrevalnega sistema, če se npr. zamenja star kotel na fosilno gorivo s sodobno toplotno črpalko.

## Cilji
Za potrošnika je učinkovita raba energije pomembna, ker z njo prihrani pri denarju, saj se zniža strošek energentov.
Na nivoju podjetja, pri izdelavi izdelkov, je lahko posledica višja produktivnost, višja donosnost izdelka oz. storitev in višja konkurenčnost proizvajalca. Zmanjša se tudi finančno tveganje pri morebitnem dvigu cen energentov.
Na nivoju države lahko učinkovita raba energije zmanjša uvozno odvisnost od tujih držav, saj energenti niso enakomerno porazdeljeni po državah. Zaradi tega Slovenija spodbuja vpeljavo energetsko učinkovite tehnologije in ukrepov preko javnega sklada Eko sklad. 

## Priložnosti za učinkovito rabo energije

### Naprave
Energijske nalepke EU olajšajo uporabo in razumevanje sistema barvnega označevanja, ki pomaga določiti energijsko učinkovitost različnih naprav in gospodinjskih aparatov.

### Stavbe
Energijska učinkovitost pri uravnavanju bivalnega okolja znotraj stavbe lahko doseže višjo raven udobja ob hkratnem zmanjšanju porabe energije. Osnovni investicijski ukrepi so toplotna izolacija ovoja stavbe, menjava oken oz. stavbnega pohištva za novejša in bolj izolativna, izboljšanje zrakotesnosti, znižanje temperature ogrevalnega sistema, in menjava ogrevalnega sistema z sodobnim in učinkovitim.

### Prevoz
V kontekstu cestnega prometa bi doseganje visoke energetske učinkovitosti pomenilo, da vozila porabljajo manj energije za prevoz določene razdalje ali opravljanje določenega dela. 
To se lahko doseže izboljšanjem rabe javnega prometa, souporabe vozil, uporabe električnih koles, električnih vozil, bolj učinkovitih motorjev, lahkih materialov, izboljšanimi aerodinamičnimi lastnostmi vozil, optimiziranimi pogonskimi sistemi, ekonomičnimi voznimi navadami, uporabo obnovljivih virov energije, pametnim načrtovanjem prometa in drugimi trajnostnimi pristopi. Visoka energetska učinkovitost je ključna za zmanjšanje emisij toplogrednih plinov, zmanjšanje odvisnosti od fosilnih goriv ter splošno trajnost in ekonomičnost prometnega sistema.

### Industrija
Nekatera industrija v proizvodnih procesih porablja velike količine energije, takim panogam v industriji pravimo energetsko intenzivne panoge. Mednje sodijo metalurgija, proizvodnja cementa, opekarstvo, steklarstvo, lesna in papirna industrija, kemična industrija, proizvodnja živil, ter nekatere proizvodne panoge. Energetsko intenzivne panoge so zelo občutjive na ceno energentov. 
Energetsko intenzivne procese lahko pogosto razvrstimo glede na temperaturo, ki je potrebna v procesnih postopkih. Temperature do 150°C je že možno dosegati z industrijskimi toplotnimi črpalkami, ki so lahko najbolj uporabne v procesih, kjer je možno odpadno toploto ponovno uporabiti.